# Oh Ha-na
Oh Ha-Na (hangul: 오하나), född den 8 januari 1985 i Seongnam, Sydkorea, är en sydkoreansk fäktare som tog OS-brons i damernas lagtävling i florett i samband med de olympiska fäktningstävlingarna 2012 i London.